# Rue Montal
La rue Montal est une rue de Charleroi. Son nom lui fut donné par le Conseil communal en 1860. Il rappelle Charles-Louis de Montsaulnin, comte du Montal, qui fut le premier gouverneur français de la forteresse. Un des bastions de la place forte porta le nom de Bastion Montal.

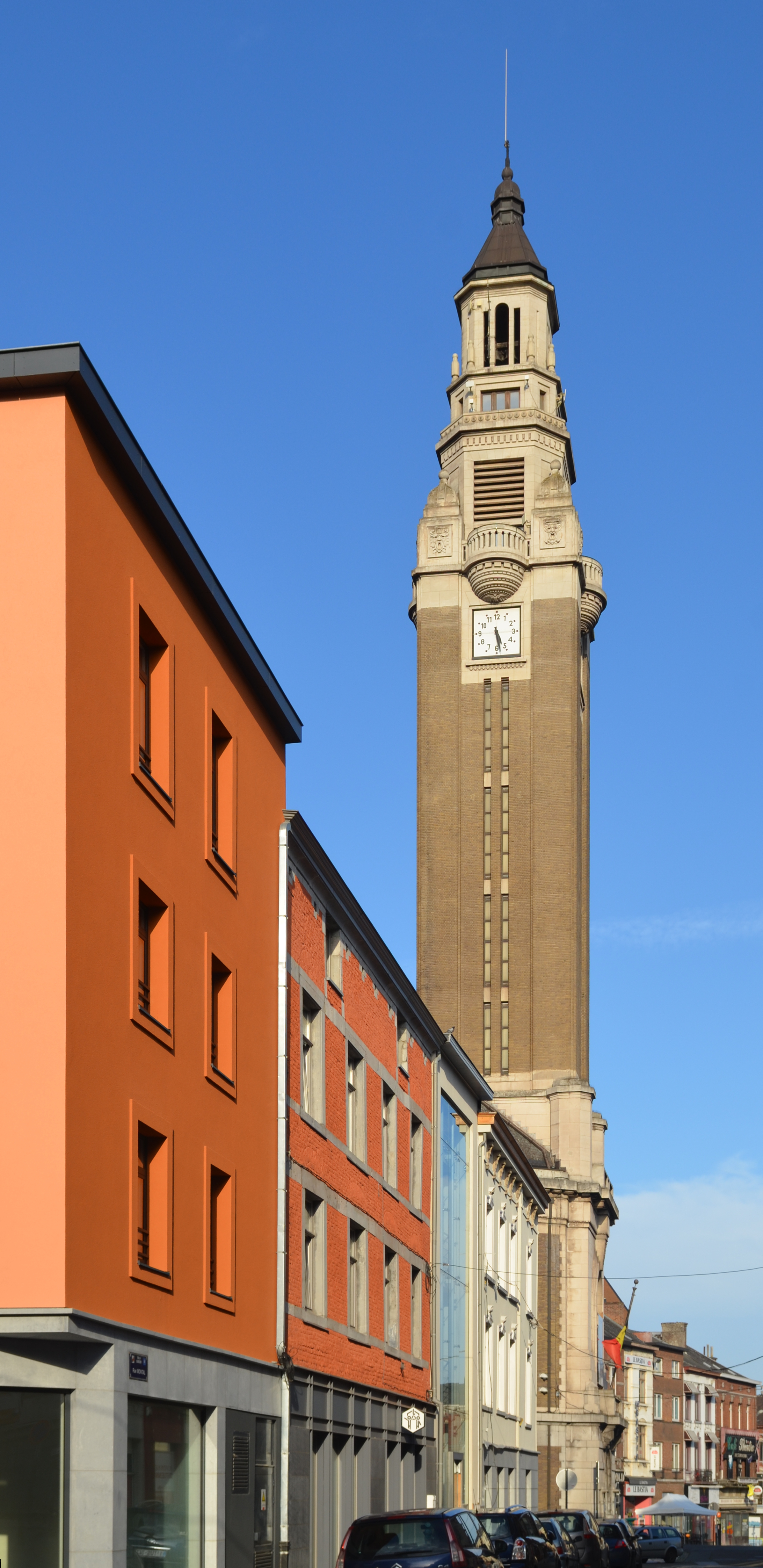
Vue du beffroi de Charleroi depuis la rue Montal.